# 기타오노역
기타오노역(일본어: 北大野駅)은 일본 후쿠이현 오노시에 위치한 서일본 여객철도 에쓰미호쿠 선의 철도역이다. 단선 승강장 1면 1선의 구조를 갖춘 지상역이다.

## 역 주변
- 후쿠이 현립 오노히가시 고등학교

## 역사
- 1968년 3월 25일 : 에쓰미호쿠 선의 우시가하라 - 에치젠오노 사이에 신설 개업.
- 1987년 4월 1일 : 일본국유철도 분할 민영화에 의해, 서일본 여객철도가 승계.
- 2004년
  - 7월 18일 : 호우에 의해 에쓰미호쿠 선 전 노선 운행 중단.
  - 9월 11일 : 미야마역과 에치젠오노역 사이에 열차 운행을 재개.

## 인접 역
| 서일본 여객철도 에쓰미호쿠 선         | 서일본 여객철도 에쓰미호쿠 선 | 서일본 여객철도 에쓰미호쿠 선 |
| ------------------------------------- | ----------------------------- | ----------------------------- |
| 우시가하라 후쿠이 · 에치젠하난도 방면 | ■ 구즈류코 선                 | 에치젠오노 구즈류코 방면      |